# Tsz Wan Shan
Tsz Wan Shan är ett berg i Hongkong (Kina). Det ligger i den norra delen av Hongkong. Toppen på Tsz Wan Shan är 125 meter över havet.
Terrängen runt Tsz Wan Shan är kuperad, och sluttar söderut.  Centrala Hongkong ligger 8,4 km sydväst om Tsz Wan Shan. I omgivningarna runt Tsz Wan Shan växer i huvudsak städsegrön lövskog.